# 第二次哈馬戰役
第二次哈馬戰役（2nd Hama offensive）是一場爆發於2013年5月10日的軍事衝突，由敘利亞政府軍所發動。持續去年的戰鬥，反對派和政府軍於哈馬省交戰。反對派一度奪下東部的部分村莊，政府軍最終擊退反對派進攻並收復上年丟失的領土。

## 背景

相關地區地圖

在第一次哈馬戰役中，經過政府軍的反擊之後，反對派的攻勢暫時停歇。
4月25日，反對派為了分散政府軍對他地攻勢的壓力，於哈馬城內發動攻擊，這起行動使得哈馬省數個月來的安寧再度被打破。隔天，附近的塔里克·阿勒頗（Tariq Halab）也發生衝突，根據流出影片顯示有數名軍人在裝甲車輛內被燒死。

## 戰鬥
5月10日，政府軍和反對派的停火協議遭到打破，重砲開始轟炸哈法雅（Halfaya），造成25人喪生。政府軍並加強對哈法雅和阿喀布（Aqrab）的攻擊，切斷該地區的通信。這起砲擊也代表政府軍在為強攻城鎮預作準備的行動。
5月17日，反對派經過幾場零星戰鬥後，攻下東部四座阿拉維派村莊，不過在抵達之前，居民已大多逃離。四座村莊分別為圖雷西亞（Tulaysiyah）、佐貝（Zoghbe）、夏塔（Shaata）、巴里爾（Balil）。
5月19四，政府軍在反對派撤退後，攻占哈法雅。據報導，政府軍的炮火也波及當地民宅，而根據反對派說法，15人遭到親政府部隊處決。
5月23日，據報導反對派再奪取東部另外三個村莊。
5月24日，政府軍突襲馬札夫（Ma'arzaf），並於兩天之後占領利雅（Rihya）
6月1日，在激烈的戰鬥過後，政府軍收復兩座阿拉維派村莊圖雷西亞和賈寧（Janineh）。隔天，反對派棄守佐貝，政府軍成功收復。
6月3日，政府軍攻下13個村莊，包括之前反對派奪取的村莊。
6月10日，根據阿拉伯敘利亞通訊社（SANA）報導，政府軍再攻下哈馬省東部的六個村莊。
6月13日拂曉，反對派包圍摩克（Morek）北方一個政府軍據點並引發戰鬥，造成六名政府軍和兩名反對派份子陣亡。不過當日稍晚，政府軍針對該據點進行砲擊並增援，奪回了陣地。
6月14日，塞萊米耶東方的烏梅利（Um Meil）爆發戰鬥，最後政府軍攻下該村莊。隔日，經過激烈戰鬥後，政府軍控制了位於塞萊米耶東北方拉珊艾阿布德（Rasm al-Abd）與拉珊艾阿瓦貝德（Rasm al-Awabed）。
7月7日，政府軍對海雅林（Hayalein）發動攻擊，並成功控制該村莊。